# Mały Trąbinek
Mały Trąbinek (prononciation : [ˈmawɨ trɔmˈbinɛk]) est une localité polonaise de la gmina de Dolsk dans le powiat de Śrem de la voïvodie de Grande-Pologne dans le centre-ouest de la Pologne.
Elle se situe à environ 3 kilomètres au nord-est de Dolsk (siège de la gmina), à 11 kilomètres au sud-est de Śrem (siège du powiat) et à 47 kilomètres au sud de Poznań (capitale régionale).

## Histoire
De 1975 à 1998, la localité faisait partie du territoire de la voïvodie de Poznań.

Depuis 1999, Mały Trąbinek est situé dans la voïvodie de Grande-Pologne.